# 2-Amino-4-nitrophenol
2-Amino-4-nitrophenol ist eine chemische Verbindung aus der Gruppe der substituierten Phenole.

## Gewinnung und Darstellung
2-Amino-4-nitrophenol kann durch partielle Reduktion von 2,4-Dinitrophenol mit verschiedenen Reduktionsmitteln wie beispielsweise Natriumsulfid oder auch elektrolytisch gewonnen werden. Als Nebenprodukt kann 4-Amino-2-nitrophenol entstehen. Die Verbindung wurde erstmals 1898 synthetisiert.

## Eigenschaften
2-Amino-4-nitrophenol ist ein brennbarer, schwer entzündbarer, gelber bis hellbrauner Feststoff, der sehr schwer löslich in Wasser ist. Die Verbindung ist thermisch instabil. Eine DSC-Messung zeigt ab 152 °C eine exotherme Zersetzung mit einer Wärmetönung von −841 J·g−1 bzw. −129,6 kJ·mol−1.

## Verwendung
2-Amino-4-nitrophenol wird als Zwischenprodukt bei der Herstellung von C.I. Mordant Brown 33 und Mordant Brown 1 verwendet, die zum Färben von Leder, Nylon, Seide, Wolle und Pelzen eingesetzt werden. In einigen Ländern wird es auch als Farbstoff in semipermanenten Haarfärbemitteln verwendet, um gold-blonde Farbtöne zu erzeugen. Diese Produkte werden in der Regel in das Haar eingewaschen, eingeschäumt und dann 30 bis 45 Minuten lang mit dem Haar und der Kopfhaut in Kontakt gelassen. Für diese Anwendung wird 2-Amino-4-nitrophenol in einer Konzentration von bis zu 0,5 Prozent mit einer Mischung aus mehreren anderen Farbstoffen in einer Shampoobasis gemischt, um die endgültige Farbe oder Tönung zu erzeugen. Er wurde auch in permanenten Haarfärbemitteln verwendet.